# Beni M'Tir (Tunisie)
Pour les articles homonymes, voir Beni M'Tir.
Beni M'Tir ou Beni Metir (arabe : بني مطير) est un village du Nord-Ouest de la Tunisie situé dans la région montagneuse de Kroumirie à quelques kilomètres d'Aïn Draham.
La ville se trouve sur le territoire de la confédération de tribus kroumirs.

## Démographie
Située à 650 mètres d'altitude et rattachée au gouvernorat de Jendouba, Beni M'Tir constitue la moins peuplée des municipalités du pays avec une population de 784 habitants en 2014, majoritairement constituée de jeunes, vivant essentiellement des emplois assurés par la Société tunisienne de l'électricité et du gaz et la Société nationale d'exploitation et de distribution des eaux. Elle est rattachée à la délégation de Fernana.

## Histoire

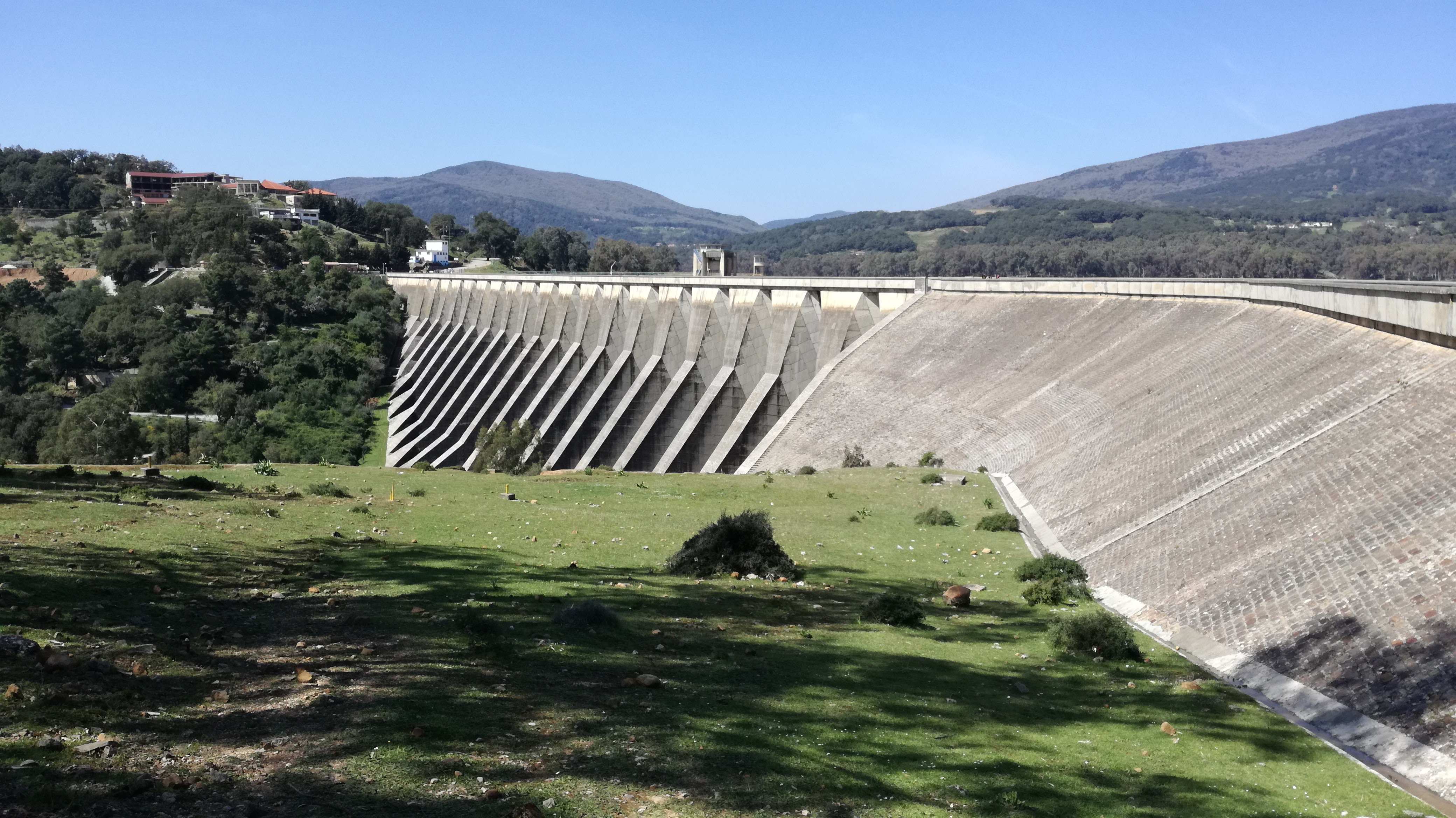
Barrage de Bén M'Tir.

Construite en 1948 pour héberger les ingénieurs et ouvriers venus construire le barrage de Beni M'Tir que le village surplombe, la bourgade a conservé son architecture originale et typique à la suite d'un décret municipal : toits en tuiles et façades identiques avec volets noirs et cadres rouges.
Un projet pilote de station thermale, soutenu par l'Union européenne, est à l'étude dans le cadre du tourisme écologique grâce à la présence d'une source d'eau chaude — appelée Hammam Salhine — qui est, à 73 °C, la plus chaude de Tunisie et l'une des plus chaudes du monde. Elle est connue pour ses vertus curatives des maladies rhumatismales, inflammatoires et épidermiques.
Le premier Conseil des ministres tenu hors du palais présidentiel de Carthage en 1958 a eu lieu dans le chalet qui abrite les bureaux de la municipalité. Par ailleurs, c'est ici qu'un orphelinat a vu le jour avec l'aide de l'Unicef.

## Notoriété
Le village apparaît dans le documentaire de Françoise Gallo, Stessa luna (2006), qui évoque un moment de la vie de la réalisatrice dans ce village au cours de la construction du barrage.